# Milichiella velutina
Milichiella velutina är en tvåvingeart som beskrevs av Theodor Becker 1907.
Milichiella velutina ingår i släktet Milichiella och familjen sprickflugor. Artens utbredningsområde är Peru. Inga underarter finns listade i Catalogue of Life.